# Bernhard Langer (Maler)
Bernhard Langer (* 21. Januar 1920 in Weißensee; † 17. Juli 2014 in Ilfeld) war ein deutscher Maler und Grafiker.

## Leben und Werk
Nach der Volksschule absolvierte Langer 1935 bis 1939 eine Lehre als Maler. Danach arbeitete er in Berlin vorübergehend als technischer Zeichner. 1939 begann er ein Studium in der Fachrichtung Malerei an der Staatlichen Hochschule für Bildende Künste Berlin, u. a. bei Max Kutschmann und Kurt Wehlte. Prägend wurden für ihn die Werke von Karl Schmidt-Rottluff, Friedrich Vordemberge-Gildewart, Max Kaus und Otto Bartning.
1940 wurde Langer zur Wehrmacht eingezogen. Nachdem er 1941 am rechten Arm schwer verwundet worden war, begann er, als Linkshänder zu arbeiten. Wegen „Kriegsuntauglichkeit“ konnte Langer sein Kunststudium an der Prager Kunstakademie 1942 bis 1945 fortsetzen, u. a. bei Heinrich Hönich und Josef Vietze. Nach dem Krieg ging er in den Ostharz und arbeitete künstlerisch, verdiente seinen Lebensunterhalt aber eine Zeitlang als Lehrausbilder. Zwischen 1948 und 1950 besuchte ihn Otto Möhwald, dem er bei seinen ersten Malversuchen zur Seite stand.
Langer war ab 1952 Mitglied im Verband Bildender Künstler der DDR und 1953 auf der Dritten Deutschen Kunstausstellung in Dresden und 1979 auf der Bezirkskunstausstellung Halle/Saale vertreten. In späteren Jahren wurde er wegen seiner expressiv-formalistischen Malerei, die nicht dem Kanon des sozialistischen Realismus entsprach, ausgegrenzt. 1968 bis 1989 hatte er ohne Genehmigung der Behörden der DDR Ausstellungen in der Bundesrepublik und der Schweiz. Er war mit Meinolf Splett, Erwin Hahs und Carl Crodel befreundet.
2002 erhielt Langer das Bundesverdienstkreuz am Bande.
Er lebte und arbeitete bis zuletzt in einem alten Fachwerkhaus in Stolberg im Harz.
2012 übernahm die Stadt Bernburg das Gesamtwerk Langers für das Museum Schloss Bernburg. Es umfasst etwa 7000 Arbeiten, insbesondere Tafelbilder, eine bedeutende Anzahl expressiver Holzschnitte, Pastelle, Monotypien, Rollbilder und Plastiken.

## Werke (Auswahl)
- Winter in der Kleinstadt (Pastell, 1952; ausgestellt auf der Dritten Deutschen Kunstausstellung)[2]
- Abschied vom Herbst (Pastell, 1953)[3][4]
- Mehrere Kunstwerke in der 1962 eingeweihten katholischen Johannes-Kapelle in Stolberg im Harz
- Zweifel (Holzschnitt, 1964; im Bestand des Museums Schloss Bernburg)[5]
- Beschreibung (Tafelbild, Acryl, gerollt; 2008; im Bestand des Museums Schloss Bernburg)[6]
- Faust (Holzschnitt, 1977; im Bestand des Museums Schloss Bernburg)[7]
- An der Küste (Pastell, 1985; im Bestand des Museums Schloss Bernburg)[8]
- Fischerkate (Pastell, 1985; im Bestand des Otto-Dix-Hauses Gera)[9]

## Einzelausstellungen (Auswahl)
- 1967 Magdeburg, Kulturhistorisches Museum Gemälde, Handzeichnungen, Druckgraphik
- 1967 Halle, Kleine Galerie (die Ausstellung wurde vorzeitig geschlossen)
- 1968 Friedrichshafen, Graphisches Kabinett Neißstraße (Holzschnitte)
- 1973 Dresden, Kunstausstellung Kühl (kleine Gemälde, Holzschnitte)
- 1986 Leipzig, Nicolaikirche („Geist der Freiheit“)